# (21379) 1998 DU13
1998 دي يو 13 (ويعرف أيضًا باسم (21379) 1998 دي يو 13 وفق تسمية الكوكب الصغير) (بالإنجليزية: 1998 DU13)‏ هو كويكب ضمن حزام الكويكبات؛ وترتيبه 21379 من حيث الاكتشاف.
اكتُشف هذا الجُرم الفلكي بواسطة OCA–DLR Asteroid Survey ‏ في 27 فبراير 1998.

## وصلات خارجية
- (21379) 1998 DU13 في قاعدة بيانات مختبر الدفع النفاث لأجرام النظام الشمسي الصغيرة

- الاكتشاف · مخطط المدار ·  العناصر المدارية · المعلمات المادية

- (21379) 1998 DU13 على موقع ويكي سكاي: DSS2, SDSS, GALEX, IRAS, Hydrogen α, X-Ray, Astrophoto, Sky Map, Articles and images